# Государственная тайна в Российской Федерации
Государственная тайна — согласно определению, принятому в российском законодательстве, защищаемые государством сведения в области его военной, внешнеполитической, экономической, разведывательной, контрразведывательной, оперативно-розыскной деятельности, распространение которых может нанести ущерб государству.

## Защита государственной тайны в Российской Федерации
Законодательство Российской Федерации о государственной тайне основывается на Конституции Российской Федерации, Законах Российской Федерации «О безопасности» и «О государственной тайне» (ст. 3 Закона «О государственной тайне»).
Перечень сведений, составляющих государственную тайну, определяется федеральным законом «О государственной тайне» (Раздел II), на основании которого межведомственная комиссия по защите государственной тайны формирует перечень сведений, отнесённых к государственной тайне (ст. 5).
На распространение таких сведений государством устанавливаются ограничения с момента их создания (разработки) или заблаговременно; государство с целью упорядочивания обращения таких сведений формирует необходимые нормативные акты (перечневую систему засекречивания).
Органы государственной власти, руководители которых наделены полномочиями по отнесению сведений к государственной тайне, разрабатывают в пределах своей компетенции развёрнутые перечни сведений, подлежащих засекречиванию. Руководствуясь данными перечнями, исполнители определяют степени секретности сведений, устанавливают грифы секретности разрабатываемых ими документов (носителей) и выполняют ограничительные мероприятия.
Законом «О государственной тайне» запрещается относить к государственной тайне и засекречивать сведения (ст. 7):
- о чрезвычайных происшествиях и катастрофах, угрожающих безопасности и здоровью граждан, и их последствиях, а также о стихийных бедствиях, их официальных прогнозах и последствиях;
- о состоянии экологии, здравоохранения, санитарии, демографии, образования, культуры, сельского хозяйства, а также о состоянии преступности;
- о привилегиях, компенсациях и социальных гарантиях, предоставляемых государством гражданам, должностным лицам, предприятиям, учреждениям и организациям;
- о фактах нарушения прав и свобод человека и гражданина;
- о размерах золотого запаса и государственных валютных резервов Российской Федерации;
- о состоянии здоровья высших должностных лиц Российской Федерации;
- о фактах нарушения законности органами государственной власти и их должностными лицами.

### Степени секретности
Степень секретности сведений, составляющих государственную тайну, соответствует степени тяжести ущерба, который может быть нанесён государственной безопасности вследствие разглашения данных сведений. Устанавливаются 3 степени секретности сведений и соответствующие им грифы секретности: «особой важности», «совершенно секретно» и «секретно». Использование перечисленных грифов секретности для засекречивания сведений, не отнесенных к государственной тайне, не допускается.

### Рассекречивание сведений
Основаниями для рассекречивания сведений, составляющих государственную тайну (снятия ограничений на их распространение), являются:
- взятие на себя Российской Федерацией международных обязательств по открытому обмену сведениями, составляющими в Российской Федерации государственную тайну;
- изменение объективных обстоятельств, вследствие которого дальнейшая защита сведений, составляющих государственную тайну, является нецелесообразной.

Срок засекречивания сведений, составляющих государственную тайну, не должен превышать 30 лет. В исключительных случаях этот срок может быть продлен по заключению межведомственной комиссии по защите государственной тайны.

### Ограничения
Лица, допущенные к сведениям, составляющим государственную тайну, могут быть частично ограничены в своих конституционных правах. Ограничения могут касаться: права свободного выезда за пределы РФ, права на распространение информации, права на использование открытий и изобретений, права на неприкосновенность частной жизни. Такие ограничения могут быть установлены органами безопасности на основании заключения об осведомлённости лица в сведениях, составляющих государственную тайну, а также при проведении проверочных мероприятий.

### Должностные лица, допущенные к государственной тайне в Российской Федерации
Должности, при замещении которых лица считаются допущенными к государственной тайне, содержатся в перечне, утверждённом Распоряжением Президента Российской Федерации от 15 января 2010 г. № 24-рп:
1. Председатель Правительства Российской Федерации
2. Генеральный прокурор Российской Федерации
3. Руководитель Администрации Президента Российской Федерации
4. Секретарь Совета Безопасности Российской Федерации
5. Первый заместитель Председателя Правительства Российской Федерации
6. Заместитель Председателя Правительства Российской Федерации
7. Заместитель Председателя Правительства Российской Федерации — Министр финансов Российской Федерации
8. Заместитель Председателя Правительства Российской Федерации — Руководитель Аппарата Правительства Российской Федерации
9. Первый заместитель Генерального прокурора Российской Федерации — Председатель Следственного комитета при прокуратуре Российской Федерации
10. Председатель Следственного комитета Российской Федерации
11. Федеральный министр
12. Председатель Центральной избирательной комиссии Российской Федерации
13. Председатель Счетной палаты Российской Федерации
14. Председатель Центрального банка Российской Федерации
15. Президент Российской академии наук
16. Руководитель (директор) федеральной службы
17. Руководитель (директор) федерального агентства
18. Высшее должностное лицо (руководитель высшего исполнительного органа государственной власти) субъекта Российской Федерации
19. Уполномоченный по правам человека в Российской Федерации
20. Руководитель организации, наделенной в соответствии с федеральным законом полномочиями осуществлять от имени Российской Федерации государственное управление в установленной сфере деятельности

Члены Совета Федерации, депутаты Государственной Думы, судьи на период исполнения ими своих полномочий, а также адвокаты, участвующие в качестве защитников в уголовном судопроизводстве по делам, связанным со сведениями, составляющими государственную тайну, допускаются к сведениям, составляющим государственную тайну, без проведения проверочных мероприятий.

## Должностные лица, имеющие право относить сведения к государственной тайне в Российской Федерации
1. Министр Российской Федерации по атомной энергии
2. Министр Российской Федерации по делам гражданской обороны, чрезвычайным ситуациям и ликвидации последствий стихийных бедствий
3. Министр внешних экономических связей Российской Федерации
4. Министр внутренних дел Российской Федерации
5. Министр здравоохранения и медицинской промышленности Российской Федерации
6. Министр иностранных дел Российской Федерации
7. Министр науки и технической политики Российской Федерации
8. Министр обороны Российской Федерации
9. Министр охраны окружающей среды и природных ресурсов Российской Федерации
10. Министр путей сообщения Российской Федерации
11. Министр топлива и энергетики Российской Федерации
12. Министр транспорта Российской Федерации
13. Министр финансов Российской Федерации
14. Министр экономики Российской Федерации
15. Председатель Госкомвуза России
16. Председатель Госкомпрома России
17. Председатель Госкомоборонпрома России
18. Председатель ГТК России
19. Председатель Роскомнедр
20. Председатель Роскомрезерва
21. Председатель Роскомдрагмета
22. Председатель Комитета при Президенте Российской Федерации по политике информатизации
23. Председатель Роскоммаша
24. Председатель Роскомметаллургии
25. Председатель Госстандарта России
26. Председатель Роскомхимнефтепрома
27. Руководитель Роскартографии
28. Директор ФСК России
29. Директор СВР России
30. Генеральный директор ФАПСИ
31. Директор Департамента налоговой полиции Российской Федерации
32. Генеральный директор РКА
33. Председатель Гостехкомиссии России
34. Начальник ГУО России
35. Начальник Службы безопасности Президента Российской Федерации
36. Председатель Банка России
37. Главнокомандующий Пограничными войсками Российской Федерации (включён распоряжением Президента Российской Федерации от 27 июня 1994 г. № 331-рп)
38. Руководитель Росгидромета (включён распоряжением Президента Российской Федерации от 27 июня 1994 г. № 331-рп)
39. Начальник Главного управления специальных программ Президента Российской Федерации (включён распоряжением Президента Российской Федерации от 24 октября 1994 г. № 537-рп)
40. Руководитель Администрации Президента Российской Федерации (включён распоряжением Президента Российской Федерации от 6 июня 1996 г. № 290-рп)
41. Министр строительства Российской Федерации (включён распоряжением Президента Российской Федерации от 21 июня 1996 г. № 333-рп)
42. Председатель ГКВТП России (включён распоряжением Президента Российской Федерации от 21 июня 1996 г. № 333-рп)
43. Председатель Роскомзема (включён распоряжением Президента Российской Федерации от 21 июня 1996 г. № 333-рп)

1. Министр Российской Федерации по атомной энергии
2. Министр внешних экономических связей и торговли Российской Федерации (исключен распоряжением Президента Российской Федерации от 23 июля 1998 г. № 280-рп)
3. Министр внутренних дел Российской Федерации
4. Министр Российской Федерации по делам гражданской обороны, чрезвычайным ситуациям и ликвидации последствий стихийных бедствий
5. Министр здравоохранения Российской Федерации
6. Министр Российской Федерации по земельной политике, строительству и жилищно-коммунальному хозяйству (включён распоряжением Президента Российской Федерации от 23 июля 1998 г. № 280-рп, исключен распоряжением Президента Российской Федерации от 23 января 1999 г. № 12-рп)
7. Министр иностранных дел Российской Федерации
8. Министр науки и технологий Российской Федерации
9. Министр общего и профессионального образования Российской Федерации
10. Министр обороны Российской Федерации
11. Министр природных ресурсов Российской Федерации
12. Министр промышленности и торговли Российской Федерации (включён распоряжением Президента Российской Федерации от 23 июля 1998 г. № 280-рп, исключен распоряжением Президента Российской Федерации от 23 января 1999 г. № 12-рп)
13. Министр путей сообщения Российской Федерации
14. Министр сельского хозяйства и продовольствия Российской Федерации
15. Министр топлива и энергетики Российской Федерации
16. Министр торговли Российской Федерации (включён распоряжением Президента Российской Федерации от 23 января 1999 г. № 12-рп)
17. Министр транспорта Российской Федерации
18. Министр финансов Российской Федерации
19. Министр экономики Российской Федерации
20. Министр юстиции Российской Федерации (включён распоряжением Президента Российской Федерации от 23 января 1999 г. № 12-рп)
21. Председатель Госкомзема России (исключен распоряжением Президента Российской Федерации от 23 июля 1998 г. № 280-рп, вновь включён распоряжением Президента Российской Федерации от 23 января 1999 г. № 12-рп)
22. Председатель Госкомрезерва России
23. Председатель Госстроя России (исключен распоряжением Президента Российской Федерации от 23 июля 1998 г. № 280-рп, вновь включён распоряжением Президента Российской Федерации от 23 января 1999 г. № 12-рп)
24. Председатель Госкомэкологии России
25. Председатель Госкомсвязи России
26. Председатель Госстандарта России (исключен распоряжением Президента Российской Федерации от 23 июля 1998 г. № 280-рп, вновь включён распоряжением Президента Российской Федерации от 23 января 1999 г. № 12-рп)
27. Председатель ГТК России
28. Директор ФПС России
29. Директор ФСБ России
30. Директор СВР России
31. Руководитель Роскартографии (исключен распоряжением Президента Российской Федерации от 23 июля 1998 г. № 280-рп, вновь включён распоряжением Президента Российской Федерации от 23 января 1999 г. № 12-рп)
32. Директор ФСНП России
33. Руководитель Росгидромета (исключен распоряжением Президента Российской Федерации от 23 июля 1998 г. № 280-рп, вновь включён распоряжением Президента Российской Федерации от 23 января 1999 г. № 12-рп)
34. Руководитель ФСО России
35. Генеральный директор РКА
36. Генеральный директор ФАПСИ
37. Руководитель Администрации Президента Российской Федерации
38. Начальник Главного управления специальных программ Президента Российской Федерации
39. Председатель Гостехкомиссии России
40. Председатель Банка России

1. Министр Российской Федерации по атомной энергии
2. Министр внутренних дел Российской Федерации
3. Министр Российской Федерации по делам гражданской обороны, чрезвычайным ситуациям и ликвидации последствий стихийных бедствий
4. Министр здравоохранения Российской Федерации
5. Министр иностранных дел Российской Федерации
6. Министра науки и технологий Российской Федерации (исключен распоряжением Президента Российской Федерации от 26 сентября 2000 г. № 419-рп)
7. Министр обороны Российской Федерации
8. Министр образования Российской Федерации
9. Министр природных ресурсов Российской Федерации
10. Министр промышленности, науки и технологий Российской Федерации (включён распоряжением Президента Российской Федерации от 26 сентября 2000 г. № 419-рп)
11. Министр путей сообщения Российской Федерации
12. Министр Российской Федерации по связи и информатизации
13. Министр сельского хозяйства Российской Федерации (включён распоряжением Президента Российской Федерации от 26 сентября 2000 г. № 419-рп)
14. Министр сельского хозяйства и продовольствия Российской Федерации (исключен распоряжением Президента Российской Федерации от 26 сентября 2000 г. № 419-рп)
15. Министр топлива и энергетики Российской Федерации (исключен распоряжением Президента Российской Федерации от 26 сентября 2000 г. № 419-рп)
16. Министр торговли Российской Федерации (исключен распоряжением Президента Российской Федерации от 26 сентября 2000 г. № 419-рп)
17. Министр транспорта Российской Федерации
18. Министр финансов Российской Федерации
19. Министр экономики Российской Федерации (исключен распоряжением Президента Российской Федерации от 26 сентября 2000 г. № 419-рп)
20. Министр экономического развития и торговли Российской Федерации (включён распоряжением Президента Российской Федерации от 26 сентября 2000 г. № 419-рп)
21. Министр энергетики Российской Федерации (включён распоряжением Президента Российской Федерации от 26 сентября 2000 г. № 419-рп)
22. Министр юстиции Российской Федерации
23. Председатель Госкомзема России (исключен распоряжением Президента Российской Федерации от 26 сентября 2000 г. № 419-рп)
24. Председатель Госкомэкологии России (исключен распоряжением Президента Российской Федерации от 26 сентября 2000 г. № 419-рп)
25. Председатель Госстандарта России
26. Председатель Госстроя России
27. Председатель ГТК России
28. Директор СВР России
29. Руководитель Росземкадастра (включён распоряжением Президента Российской Федерации от 26 сентября 2000 г. № 419-рп)
30. Руководитель Роскартографии
31. Руководитель Росгидромета
32. Директор ФСБ России
33. Директор ФСНП России (исключен Указом Президента Российской Федерации от 25 ноября 2003 г. № 1389)
34. Руководитель ФСО России
35. Директор ФПС России
36. Генеральный директор РАВ (включён распоряжением Президента Российской Федерации от 26 сентября 2000 г. № 419-рп)
37. Генеральный директор РАСУ
38. Генеральный директор Росавиакосмоса
39. Генеральный директор Росбоеприпасов
40. Генеральный директор Россудостроения
41. Генеральный директор Росрезерва
42. Генеральный директор ФАПСИ
43. Начальник ГУСПа
44. Председатель Гостехкомиссии России
45. Руководитель Администрации Президента Российской Федерации
46. Председатель Банка России
47. Директор ГФС России (включён распоряжением Президента Российской Федерации от 19 июня 2001 г. № 325-рп)
48. Председатель КВТС России (включён распоряжением Президента Российской Федерации от 14 февраля 2002 г. № 64-рп)
49. Председатель Госнаркоконтроля России (включён Указом Президента Российской Федерации от 25 ноября 2003 г. № 1389)

1. Руководитель Администрации Президента Российской Федерации
2. Заместитель Председателя Правительства Российской Федерации — Руководитель Аппарата Правительства Российской Федерации (включён распоряжением Президента Российской Федерации от 1 ноября 2008 г. № 654-рп), в соответствии с распоряжением Президента Российской Федерации от 2 апреля 2012 г. № 120-рп — Министр Российской Федерации — Руководитель Аппарата Правительства Российской Федерации, в соответствии с распоряжением Президента Российской Федерации от 27 октября 2012 г. № 493-рп вновь — Заместитель Председателя Правительства Российской Федерации — Руководитель Аппарата Правительства Российской Федерации
3. Заместитель Председателя Правительства Российской Федерации — Министр финансов Российской Федерации (включён распоряжением Президента Российской Федерации от 1 ноября 2008 г. № 654-рп, исключен распоряжением Президента Российской Федерации от 2 апреля 2012 г. № 120-рп)
4. Министр внутренних дел Российской Федерации
5. Министр Российской Федерации по делам гражданской обороны, чрезвычайным ситуациям и ликвидации последствий стихийных бедствий
6. Министр иностранных дел Российской Федерации
7. Министр обороны Российской Федерации
8. Министр юстиции Российской Федерации
9. Руководитель Аппарата Правительства Российской Федерации — Министр Российской Федерации (исключен распоряжением Президента Российской Федерации от 1 ноября 2008 г. № 654-рп)
10. Министр здравоохранения и социального развития Российской Федерации, в соответствии с распоряжением Президента Российской Федерации от 27 октября 2012 г. № 493-рп — Министр здравоохранения Российской Федерации
11. Министр образования и науки Российской Федерации
12. Министр природных ресурсов Российской Федерации, в соответствии с распоряжением Президента Российской Федерации от 1 ноября 2008 г. № 654-рп — Министр природных ресурсов и экологии Российской Федерации
13. Министр промышленности и энергетики Российской Федерации, в соответствии с распоряжением Президента Российской Федерации от 1 ноября 2008 г. № 654-рп — Министр промышленности и торговли Российской Федерации
14. Министр сельского хозяйства Российской Федерации
15. Министр транспорта Российской Федерации
16. Министр информационных технологий и связи Российской Федерации, в соответствии с распоряжением Президента Российской Федерации от 1 ноября 2008 г. № 654-рп — Министр связи и массовых коммуникаций Российской Федерации
17. Министр финансов Российской Федерации (исключен распоряжением Президента Российской Федерации от 1 ноября 2008 г. № 654-рп, вновь включён распоряжением Президента Российской Федерации от 2 апреля 2012 г. № 120-рп)
18. Министр экономического развития и торговли Российской Федерации, в соответствии с распоряжением Президента Российской Федерации от 1 ноября 2008 г. № 654-рп — Министр экономического развития Российской Федерации
19. Министр энергетики Российской Федерации (включён распоряжением Президента Российской Федерации от 1 ноября 2008 г. № 654-рп)
20. Министр регионального развития Российской Федерации (включён распоряжением Президента Российской Федерации от 26 июля 2008 г. № 436-рп)
21. Председатель Банка России
22. Директор ГФС России
23. Директор СВР России
24. Директор ФСБ России
25. Директор ФСО России
26. Начальник ГУСПа
27. Руководитель Росгидромета (исключен распоряжением Президента Российской Федерации от 1 ноября 2008 г. № 654-рп)
28. Руководитель Росатома (исключен распоряжением Президента Российской Федерации от 1 ноября 2008 г. № 654-рп)
29. Руководитель Роскосмоса
30. Директор ФСТЭК России
31. Руководитель ФТС России (включён распоряжением Президента Российской Федерации от 12 октября 2007 г. № 570-рп)
32. Генеральный директор Государственной корпорации по атомной энергии «Росатом» (включён Указом Президента Российской Федерации от 8 апреля 2008 г. № 460)
33. Директор ФСВТС России (включён распоряжением Президента Российской Федерации от 28 февраля 2009 г. № 124-рп)
34. Руководитель Росфинмониторинга (включён распоряжением Президента Российской Федерации от 14 марта 2011 г. № 144-рп), в соответствии с распоряжением Президента Российской Федерации от 27 октября 2012 г. № 493-рп — Директор Росфинмониторинга
35. Руководитель ФМС России (включён Распоряжением Президента Российской Федерации от 27.06.2014 г. N 205-рп)
36. Руководитель Роспотребнадзора (включён Распоряжением Президента Российской Федерации от 10.10.2016 г. N 306-рп)

- С 6 июля 2017 года Федеральное агентство научных организаций (Руководитель ФАНО России) получил право определять, какие сведения относятся к государственной тайне[9].